# Qualificazioni alla Hrvatska liga 1946
Questa voce raccoglie un approfondimento sulle gare dei turni eliminatori della Hrvatska liga 1946, torneo che qualificava tre squadre alla Prva Liga 1946-1947, la prima edizione del campionato jugoslavo di calcio dopo la seconda guerra mondiale.

## Gruppo Zagabria
```
1  
FD Dinamo Zagreb
        7   6   0   1   41   8  5,125   12   
Hrvatska liga

2  
FD Lokomotiva Zagreb
    7   6   0   1   16  12  1,333   12   Spareggi
3  
FD Metalac Zagreb
       7   4   1   2   15   8  1,875    9   Spareggi
4  FD Amater Zagreb        7   3   1   3   14  17  0,824    7   Spareggi
5  FD Tekstilac Zagreb     7   3   0   4   10  12  0,833    6
6  FD Element Zagreb       7   2   1   4   10  27  0,370    5
7  FD Poštar Zagreb        7   2   1   4    5  14  0,357    5
8  
FD Jedinstvo Zagreb
     7   0   0   7   10  23  0,435    0
```

## Gruppo I
```
Distretto di Varaždin

1  
RSD Tekstilac Varaždin
  4   3   1   0   13   4  3,250    7   
2  
Jedinstvo Čakovec
       4   2   0   2   12   6  2,000    4
3  
Sloboda Varaždin
        4   1   1   2    1  16  0,063    3

Distretto di Bjelovar

1  
FD Bjelovar

Distretto di Karlovac

Finale
:

Udarnik Karlovac
 - FD Duga Resa            11-0

Distretto di Zagabria

Turno preliminare

Dolomit Zagreb - 
FD Samobor
                 3-8   2-4

Semifinali

FD Samobor - 
Borac Zagreb
                   1-2   2-2

FD Dubrava Zagreb
                           esentato

Finale

Borac Zagreb - FD Dubrava Zagreb            0-1   1-8
```

### Finali Gruppo I
```
Semifinali

FD Bjelovar - RSD Tekstilac Varaždin        1-5   1-2
Udarnik Karlovac - FD Dubrava Zagreb        4-2   1-3

Finale

FD Dubrava Zagreb - Tekstilac Varaždin      3-2   1-3 (Tekstilac ammesso alla 
Hrvatska liga
, Dubrava agli spareggi)
```

## Gruppo II
```
Distretto della Banovina

Finale

SFD Sloboda Sisak
 - 
OFD Turkulin Petrinja
   8-1   3-0 (Sloboda cambia il nome in Naprijed)
[
1
]

Distretto di Osijek città

   Squadra                         G   V   N   P   GF  GS  Q.Reti  Pti
1  FD Jedinstvo Osijek              4  4   0   0                    8 (Jedinstvo alle finali)
2  
FD Udarnik Osijek
                4  3   0   1                    6
3  FD Tipograf Osijek               4  2   0   2                    4
4  FD Sloga Osijek                  4  1   0   3                    2
5  FD Bratstvo Osijek               4  0   0   4                    0

Distretto di Osijek provincia

1  
Proleter Belišće

   
Slaven Borovo

   Slavonac Valpovo
   
Sloga Vukovar

Finale del distretto di Osijek

Proleter Belišće - Jedinstvo Osijek         1-0

Finale della Slavonia

Sloga Vinkovci
 - Proleter Belišće           5-1   1-5   0-3
```

### Finali Slavonia-Banovina
```
Semifinale

SFD Naprijed Sisak
 - Jedinstvo Osijek       2-0   1-0

Finale

Proleter Belišće - Naprijed Sisak           3-0   0-2 (Proleter ammesso alla 
Hrvatska liga
, Naprijed agli spareggi)
```

## Gruppo III
```
1. gruppo

   Squadra                         G   V   N   P   GF  GS  Q.Reti  Pti
1  
Jedinstvo Sušak
                 10  6   4   0   30  6   5,000   16 (Jedinstvo alle finali)
2  
Jadran Kostrena
                 10  6   1   3   20  18  1,111   13
3  Jedinstvo Trsat                 10  4   3   3   20  18  1,111   11
4  Primorje Sušak                  10  4   2   4   19  14  1,357   10
5  Goran                           10  3   2   5   14  23  0,608   8
6  
Grobničan Čavle
                 10  1   0   6   9   37  0,243   2
```

```
Distretto della regione litoraneo-montana

Primo turno

Naprijed Hreljin - 
Jedinstvo Sušak
          1-7   0-8
Pavli Jadran Pag - Omladinac Senj           (Pavli Jadran Pag ritirato)

Semifinali

FD Crikvenica - Omladinac Senj              2-2   3-0
Jedinstvo Sušak                             esentato

Finale

FD Crikvenica - Jedinstvo Sušak             0-5   0-6 (Jedinstvo agli spareggi)
```

## Gruppo Dalmazia
```
Zara

FD Zadar
 

Sebenico

Finale

FD Šibenik
 - 
FD Omiš
                        3-0   5-1 

Dalmazia centrale

Semifinali

FD Slaven Trogir
 - 
FD Junak Sinj
            3-3   1-2														

FD Naprijed Solin
 - FD Naprijed Vis         3-5   1-3														

Finale

FD Naprijed Vis - FD Junak Sinj             1-1 
(
dts
)
 (ritiro Junak)							

Biocovo-Narenta

Finale

FD Narona Metković
 - FD Strijelac Vrgorc   12-0														

Dubrovnik

1 
FD Jedinstvo Dubrovnik
																		

Spalato

Finale
		

FD Split
 - 
Hajduk Split
                     0-2   1-6 (Hajduk ammesso alla 
Hrvatska liga
)
```

### Finali Dalmazia
```
Gruppo Nord

FD Zadar - FD Šibenik                       1-0   0-1   1-1 (Šibenik per sorteggio)								
FD Šibenik - FD Naprijed Vis               11-2 	

Gruppo Sud

FD Narona Metković - FD Split               1-3   2-6														
FD Split - FD Jedinstvo Dubrovnik           4-0   3-0														

Finale

FD Šibenik - FD Split                       2-1   0-4 (Split ammesso alla 
Hrvatska liga
, Šibenik agli spareggi)
```

## Spareggi
```
Primo turno

Naprijed Sisak - FD Amater Zagreb           2-1   4-1 (Naprijed in finale)
FD Metalac Zagreb - Jedinstvo Sušak         8-0   3-1 (Metalac ammesso alla 
Hrvatska liga
, Jedinstvo in finale)

Finali

FD Lokomotiva Zagreb - FD Dubrava Zagreb    1-0   3-0 (Lokomotiva ammessa alla 
Hrvatska liga
)
Jedinstvo Sušak - Naprijed Sisak            6-0   2-4 (Jedinstvo ammesso alla 
Hrvatska liga
)
```